# لويس غوتيريز مارتين
لويس غوتيريز مارتين (بالإسبانية: Luis Gutiérrez Martín)‏ هو كاهن كاثوليكي إسباني، ولد في 26 نوفمبر 1931 في Navalmanzano ‏ في إسبانيا، وتوفي في 22 يونيو 2016.